# Rzepin (stacja kolejowa)
Rzepin – stacja kolejowa w Rzepinie, w województwie lubuskim, w Polsce. Według klasyfikacji PKP ma kategorię dworca lokalnego.

## Ruch pasażerski[2]
| Rok  | Wymiana pasażerska na dobę |
| ---- | -------------------------- |
| 2017 | 700-999                    |
| 2018 | 700-999                    |
| 2019 | 700-999                    |
| 2020 | 500-699                    |
| 2021 | 700-999                    |
| 2022 | 2100                       |
| 2023 | 1500                       |

## Perony
Znajduje się tu 5 peronów (w tym 4 eksploatowane). Perony noszą numery: 1, 2 i 2a przy E20 oraz 4 i 5 przy Nadodrzance (linia kolejowa nr 273). Peron 2a jest nieeksploatowany i znajduje się w towarowej części stacji. Peron 3 został rozebrany w wyniku modernizacji stacji, był przypisany do  linii kolejowej nr 364 Wierzbno – Rzepin.
Niegdyś w pobliżu stacji czynna była również wieża wodna, obecnie mocno zdewastowana.

## Kompleks kolejowy
W skład kompleksu kolejowego w Rzepinie wchodzi, oprócz Sekcji Przewozów Pasażerskich (Polregio Sp. z o.o., Oddział Lubuski w Zielonej Górze), wchodzi także:
- posterunek SOK w Rzepinie (Komenda Regionalna SOK w Zielonej Górze)
- punkt przeładunkowy kontenerów w Rzepinie (PKP Cargo S.A. Wielkopolski Zakład Spółki w Poznaniu)
- Sekcja Eksploatacji Taboru Trakcyjnego w Rzepinie (PKP Cargo S.A. Wielkopolski Zakład Spółki w Poznaniu)

Do grudnia 2007 były to również:
- kolejowe przejście graniczne Rzepin-Frankfurt (Oder)
- obiekt Straży Granicznej, którego oznaczenie budziło zdziwienie turystów i mediów: Placówka Straży Granicznej w Świecku z siedzibą w Słubicach kolejowe przejście graniczne w Kunowicach obiekt w Rzepinie[5]

## Remonty
W 2018 roku część stacji przy Nadodrzance została kompleksowo wyremontowana. Zostały wymienione podkłady torowe, rozjazdy, sygnalizacja świetlna. Oprócz tego zostały całkowicie zmodernizowano perony. Całość została dostosowana do potrzeb osób niepełnosprawnych. Całkowicie od nowa zostało wybudowane przejście między peronami, które zyskało nową nawierzchnię, poręczę, podjazdy dla osób z walizkami czy też osób poruszających się na wózkach inwalidzkich. Przejście zostało zabezpieczone szlabanem z sygnalizacją świetlną i dźwiękową. Nad bezpieczeństwem czuwa również nowoczesny system monitoringu. 
Podczas modernizacji zdemontowano zabytkowy żuraw wodny, który został odnowiony i postawiony obok zabytkowego parowozu Ty51 od 1991 roku.
W październiku 2024 oddano do użytku odnowiony budynek dworca. Obiektowi przywrócono historyczne walory architektoniczne jednocześnie przystosowując go do współczesnych wymagań — m.in. została odnowiona elewacja i świetlik nad holem. Powstała nowa poczekalnia ze wszelkimi udogodnieniami (ławki, gabloty na rozkład jazdy, elektroniczne tablice informacyjne, kasy biletowe, toalety, gastronomia, dostosowanie do potrzeb osób niepełnosprawnych).

## Galeria

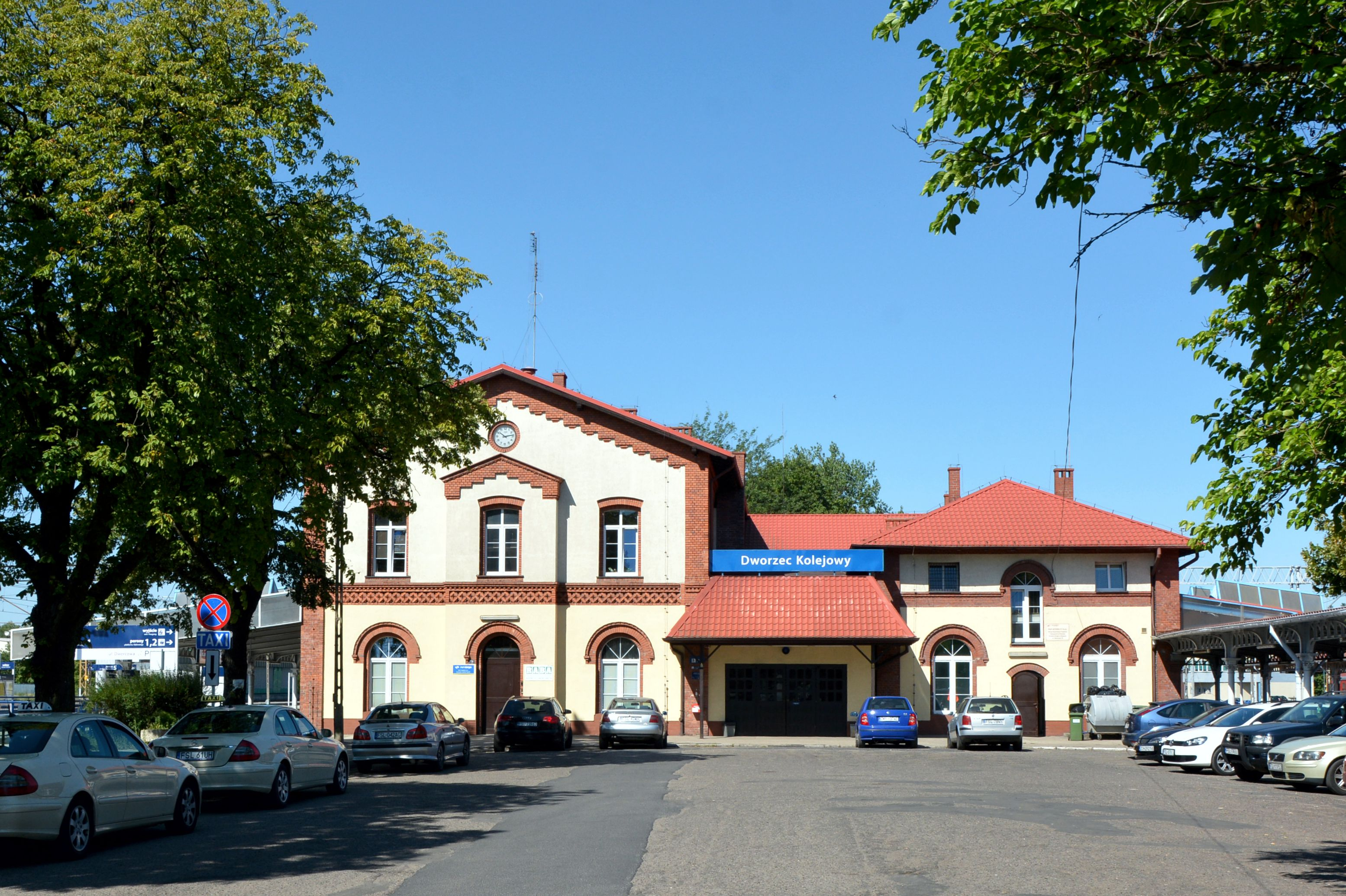
Dworzec kolejowy (od strony miasta)
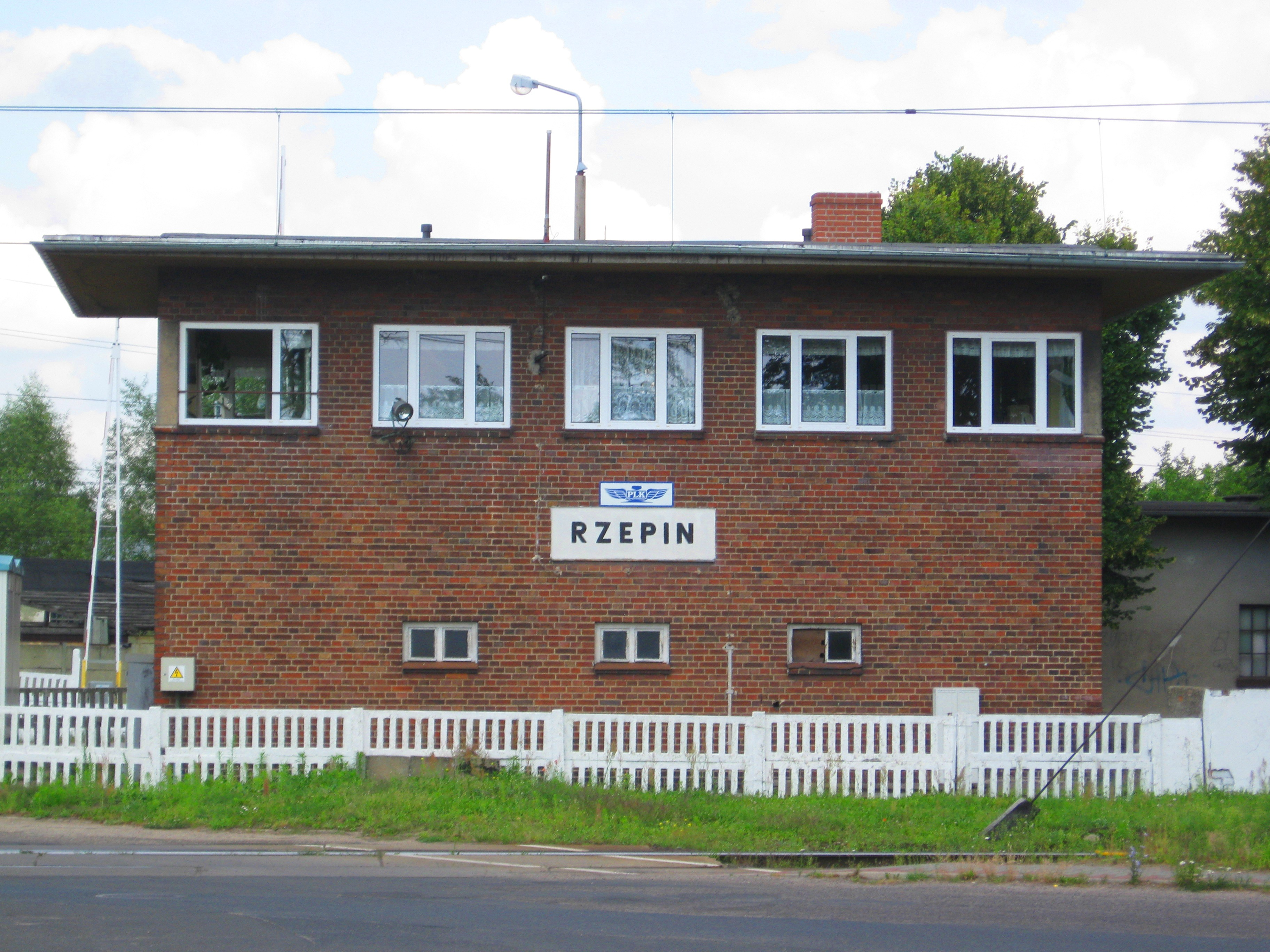
Nastawnia w Rzepinie
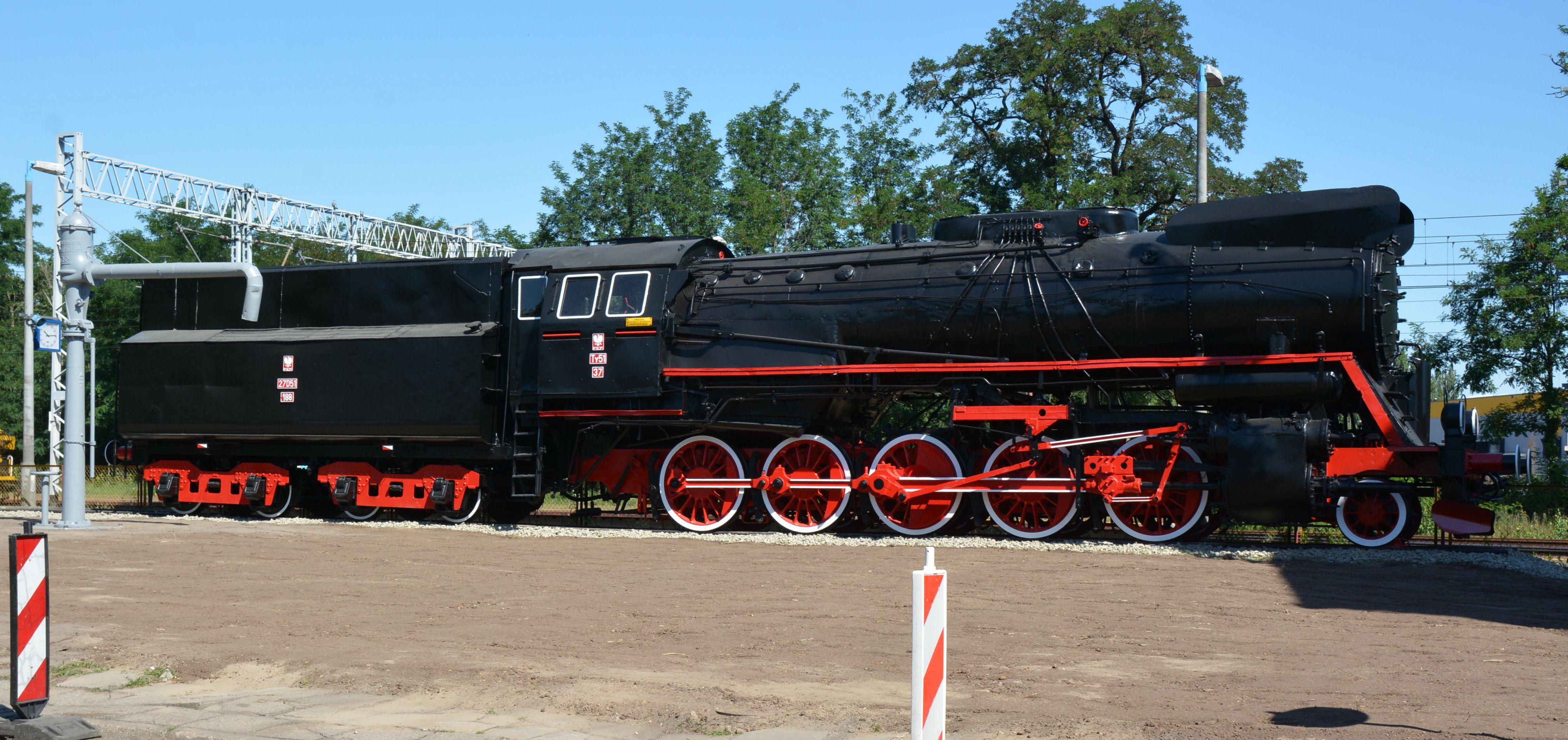
Lokomotywa Ty51
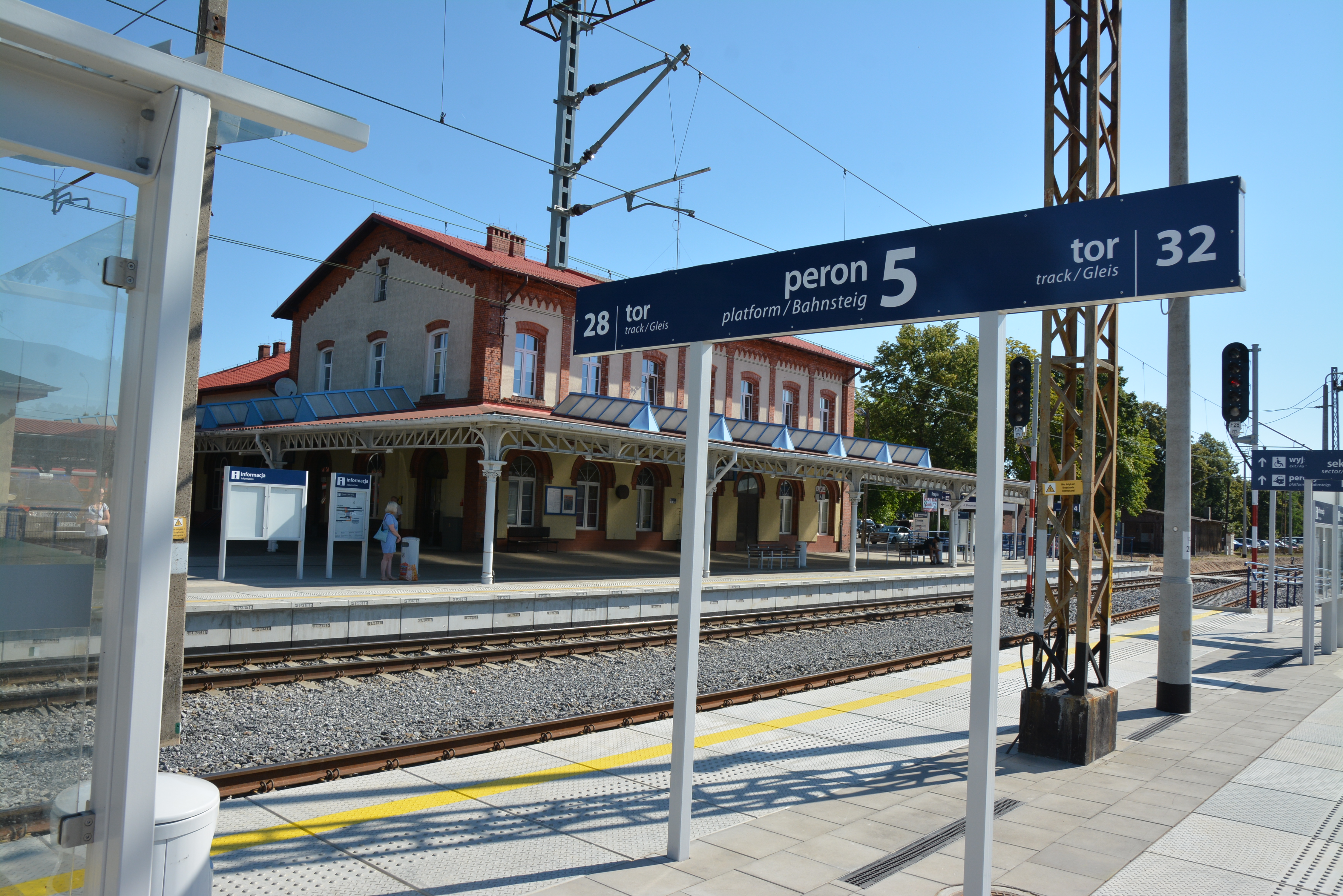
Uwagę zwraca wysoki numer toru